# AOA (groep)
AOA (Hangul: 에이오에이; acroniem voor Ace of Angels) is een Zuid-Koreaanse meidengroep. Bij de start in 2012 bestond AOA uit acht leden: Choa, Jimin, Yuna, Youkyung, Chanmi, Hyejeong, Seolhyun, en Mina. Sindsdien zijn er 5 leden vertrokken.
AOA heeft een 'transformer concept'. Dit betekent dat de groep in verschillende vormen liedjes kan uitbrengen: de ene keer als een band en de andere keer als een dansgroep. In totaal waren er 8 leden. 7 leden daarvan (iedereen behalve Youkyung) waren zogenaamde "engelen". 1 lid (Youkyung) was een "half-engel". De naam van deze structuur is "7+1". Het idee hierachter is dat de 7 engelen kunnen transformeren in een dansgroep. Hierbij doet Youkyung dus niet mee. Met z'n achten kunnen zij liedjes maken als band.

## Carrière
De zanggroep is geformeerd door FNC Entertainment. In juli 2012 werd het eerste 'single album' uitgebracht: Angel's Story. In augustus traden ze voor het eerst op. Met Miniskirt (2014) behaalde de groep zijn eerste succes. Op 16 januari 2014 maakte FNC-Entertainment bekend dat Seolhyun niet mee kon promoten voor Miniskirt omdat ze een blessure aan haar been had. Op 9 februari 2014 won AOA hun eerste prijs bij de Koreaanse muziekshow Inkigayo met het liedje Miniskirt. In juni volgde de single en EP Short hair.
In 2015 en 2016 bracht de groep enkele nummers en albums uit in Japan. In 2016 werd Good Luck uitgebracht. In 2017 verscheen het eerste Koreaanse album, Angel's Knock, met de single Excuse Me.
In 2016 werd bekend dat Youkyung AOA zou verlaten.
Op 22 juni 2017 maakte Choa bekend dat ze AOA zou gaan verlaten. Dit deed ze met een post op haar Instagramaccount.
In 2018 volgde een comeback van de groep.
Op 3 juli 2020 maakte Mina bekend dat haar vertrek uit de groep in 2019 het gevolg was geweest van pesterijen door Jimin, de leidster van de zanggroep. De beschuldigingen leidden op 5 juli 2019 tot het vertrek van Jimin uit de groep.
Op 1 januari 2021 maakte FNC-Entertainment bekend dat het contract van Yuna verlopen was en zij AOA zou verlaten.

## Leden

### Huidige leden
- Shin Hyejeong (신혜정) met de artiestennaam: "Hyejeong" en de engelennaam: "Hyejeong.Linus".[26][27]
- Kim Seolhyun (김설현) met de artiestennaam: "Seolhyun" en de engelennaam: "Seolhyunari".[2][26][27]
- Kim Chanmi (김찬미) met de artiestennaam: "Chanmi" en de engelennaam: "Chanmi T.T".[26][27]

### Oud-leden
- Seo Youkyung (서유경) met de artiestennaam: "Youkyung" en de engelennaam: "Y" (half engel).[26][27]
- Park Choah (박초아) met de artiestennaam: "Choa" en de engelennaam: "Choaya".[2][26][27]
- Shin Jimin (신지민) met de artiestennaam: "Jimin" en de engelennaam: "Jiminel".[26][27]
- Seo Yuna (서유나) met de artiestennaam: "Yuna" en de engelennaam: "Yunaria".[26][27]